# Liste der Naturdenkmäler in Bad Laasphe
Die Liste der Naturdenkmäler in Bad Laasphe nennt die Naturdenkmäler in Bad Laasphe im Kreis Siegen-Wittgenstein in Nordrhein-Westfalen.

## Naturdenkmäler
| Reg.-Nr. | Bezeichnung                       | Lage                                                                            | Beschreibung                                                                             | Bild                                    |
| -------- | --------------------------------- | ------------------------------------------------------------------------------- | ---------------------------------------------------------------------------------------- | --------------------------------------- |
| ND 1     | Steinbruch „Hohes Haupt“          | Nördlich von Rüppershausen                                                      | Felswände des ehemaligen, aufgelassenen Steinbruchs mit nacktem Fels und Schotterflächen |                                         |
| ND 2     | Rotbuche                          | Nordwestlich von Oberndorf am Oberndorfer Bruch                                 | Einzelbaum am Waldweg mit landschaftsbildbelebendem Kronenaufbau                         |                                         |
| ND 3     | Stieleiche                        | Ortsrand von Holzhausen                                                         | Einzelbaum hohes Alter, ortsbildprägend                                                  |                                         |
| ND 4     | Stieleiche                        | Nördlich von Bracht im Laasphetal                                               | Einzelbaum in Straßenböschung                                                            | Stieleiche in Straßenböschung           |
| ND 5     | Felswand/Steinbruch Rüppershausen | Südlich Rüppershausen an der L 632                                              | Etwa 5 m hoher Felsenanschnitt                                                           |                                         |
| ND 6     | Felsgruppe Bermershausen          | Nordwestlich von Bermershausen                                                  | Felsgruppe                                                                               |                                         |
| ND 7     | Felsgruppe Schabestein            | Nordwestlich von Bermershausen                                                  | Zwei Felsgruppen                                                                         |                                         |
| ND 8     | Stieleiche                        | Am Augustenhof vor dem ehemaligen Forsthaus                                     | Einzelbaum                                                                               |                                         |
| ND 9     | Winterlinde                       | Nördliche Ortsrandlage in Weide                                                 | Einzelbaum                                                                               |                                         |
| ND 10    | Rotbuche                          | Nordöstlich von Benfe an der Wegkurve beim Steinbruch Benfe an der Stadtgrenze  | Einzelbaum                                                                               |                                         |
| ND 11    | Winterlinde                       | Zentral in Weide                                                                | Einzelbaum                                                                               |                                         |
| ND 12    | Hainbuche                         | Südlich von Feudingen „Im Boden“                                                | Mehrstämmiger Einzelbaum, landschaftsbelebend                                            |                                         |
| ND 13    | Stieleiche                        | Im Ilsetal nahe der „Hummelsau“                                                 | Einzelbaum, talbeherrschend und landschaftsbelebend                                      |                                         |
| ND 14    | Stieleiche                        | Nördliche Ortsrandlage von Bernshausen                                          | Einzelbaum                                                                               |                                         |
| ND 15    | Stieleiche                        | Landschaftsbildprägender Einzelbaum                                             | Östlich von Bernshausen auf einer Hangwiese                                              |                                         |
| ND 16    | Eiche                             | Südlich von Bad Laasphe am Ehrendenkmal                                         | Einzelbaum, landschaftsbelebend mit breitsausladender, früh ansetzender Krone            |                                         |
| ND 17    | Frühstücksbuche                   | Nördlich von Laaspherhütte                                                      | Einzelbaum                                                                               |                                         |
| ND 18    | Dicke Eiche                       | Nördlicher Ortsrand von Bad Laasphe                                             | Einzelbaum mit landschaftsbildprägender Wirkung                                          |                                         |
| ND 19    | Naturfelsen Teufelskanzel         | Nördlich in Bad Laasphe                                                         | Naturfelsen unter Eichen-Buchenhochwald                                                  | Naturfelsen unter Eichen-Buchenhochwald |
| ND 20    | Stieleiche                        | Nordöstlich von Großenbach                                                      | Einzelbaum                                                                               |                                         |
| ND 21    | Stieleiche und Rotbuche           | Nordöstlich von Großenbach, südlich des Friedhofs                               | Eng nebeneinander stehende Eiche und Rotbuche mit ortsbildprägender Wirkung              |                                         |
| ND 22    | Winterlinde                       | Südlich Welschengeheu am Grenzacker                                             | Alter Einzelbaum, ortsbildprägender Hofbaum                                              |                                         |
| ND 23    | Stieleiche                        | Südlich von Banfe, südlich der Hangelburg auf einer Hangwiese nahe einem Fußweg | Einzelbaum                                                                               |                                         |
| ND 24    | Weißtanne                         | Nördlich von Holzhausen bei Georgenhau                                          | Einzelbaum im Wald                                                                       |                                         |
| 1        | 1 Eiche (Friedenseiche)           | Banfe; am Ehrenmal                                                              |                                                                                          |                                         |
| 2        | 1 Linde                           | Feudingen; An der Kirche                                                        |                                                                                          |                                         |
| 3        | 1 Eiche                           | Feudingen; Schulweg 2                                                           |                                                                                          |                                         |
| 5        | 1 Linde                           | Fischelbach; Alte Eisenstr. 2, bei der Kirche                                   |                                                                                          |                                         |
| 6        | 1 Birke                           | Herbertshausen; Seifenackerstr. 10                                              |                                                                                          |                                         |
| 7        | 1 Eiche                           | Laasphe; Waldweg                                                                |                                                                                          |                                         |
| 8        | 1 Linde                           | Laasphe; Königstr. 48                                                           |                                                                                          |                                         |
| 9        | 1 Eiche                           | Laasphe; am Wilhelmsplatz                                                       |                                                                                          |                                         |
| 12       | 7 Linden                          | Laasphe; Buchwiesenstr. 42                                                      |                                                                                          |                                         |
| 14       | 1 Ahorn                           | Niederlaasphe; auf der Böschung oberhalb der Hauptstraße                        |                                                                                          |                                         |
| 15       | 2 Ahorne, 1 Eiche                 | Oberndorf; Oberndorfer Str. 29                                                  |                                                                                          |                                         |
| 16       | 1 Ahorn                           | Rückershausen; Rückershäuser Str. 17                                            |                                                                                          |                                         |
| 17       | 6 Linden                          | Saßmannshausen; Enderbach 2                                                     |                                                                                          |                                         |
| 18       | 1 Eiche                           | Kunst Wittgenstein; Friedrichshütte 16, Carlsburg                               |                                                                                          |                                         |
| 19       | 1 Linde                           | Kunst Wittgenstein; Lindenstr. 2                                                |                                                                                          |                                         |
| 20       | 1 Eiche                           | Hesselbach; Ecke Am Stollborn / Zum Spreit                                      |                                                                                          |                                         |
| 21       | 1 Eiche                           | Laasphe; Zum Lehrberg, am Judenfriedhof                                         |                                                                                          |                                         |